# Bystričany
Bystričany és un poble i municipi d'Eslovàquia que es troba a la regió de Trenčín. La primera menció escrita de la vila es remunta al 1388.

## Demografia
| Godina             | 1994 | 2004   | 2014   | 2024   |
| ------------------ | ---- | ------ | ------ | ------ |
| Nombre de persones | 1796 | 1828   | 1806   | 1739   |
| Diferència         |      | +1,78% | −1,20% | −3,70% |

| Godina             | 2023 | 2024   |
| ------------------ | ---- | ------ |
| Nombre de persones | 1754 | 1739   |
| Diferència         |      | −0,85% |